# Zero Film Festival
El Zero Film Festival es un festival de cine anual celebrado en las ciudades de Toronto, Nueva York, Los Ángeles, Londres y Miami. Se trata de un festival de cine independiente exclusivo para cineastas autofinanciados y fue fundado en 2007 por Brad Bores y Richard Hooban. El símbolo del festival es el búfalo americano, representando el espíritu independiente.
El festival presenta largometrajes de ficción, documentales, cortometrajes, animaciones y vídeos musicales. Cada año presenta a cineastas y películas de una región de conflicto diferente, entre las que se encuentran, por ejemplo, Georgia, Afganistán y Líbano. Otro componente del festival es la serie made for zero, en la que cineastas y artistas consagrados crean obras únicas y sin presupuesto.
Se celebra normalmente en salas de cine no tradicionales, como estudios, galerías de arte, museos y espacios abiertos. A menudo hay un componente de música en vivo que coincide con la proyección de la película.